# 鎌上信也
鎌上 信也（かまがみ しんや、1959年2月9日 - ）は、日本の経営者。沖電気工業社長、会長を務めた。山形県出身。

## 経歴・人物
1981年に山形大学工学部を卒業し、同年に沖電気工業に入社した。2011年に執行役員に就任し、2012年に常務執行役員、2014年に取締役執行役員を経て、2016年4月に社長に就任。2022年4月から会長を務めた。